# Motobécane
Motobécane era uma marca francesa que fabricava bicicletas, ciclomotores, motocicletas e outros veículos pequenos, fundada em 1923. "Motobécane" é uma junção de "moto" com "bécane", gíria para bicicleta.
Em 1981 entrou em falência e foi comprada pela Yamaha e modificada, em 1984 para MBK (pronuncia-se emm bay kah); esta empresa francesa continua a produzir scooters.
Não tem qualquer relação com a Motobecane USA, que importa bicicletas de Taiwan, manufaturadas com a sua especificação por Kinesis Industry Co. Ltd. com a marca registada Motobécane.
Em 1942, respondendo ao desaparecimento de fornecimento de combustível civis, os diretores encarregou um engenheiro chamado Jaulmes Eric para estudar a possibilidade de produzir um carro com pedal de dois lugares para competir com o Vélocar
| Motobécane |                                        |
| ---------- | -------------------------------------- |
| Tipo:      | Privada                                |
| Indústria: | Bicicletas, ciclomotores, motocicletas |
| Fundada:   | 1923                                   |
| Sede:      | França                                 |
| Produtos:  | Bicicletas e produtos relacionados     |